# Кикиктани
Кикиктани (Кикиктаалук; Баффин) (англ. Qikiqtaaluk Region, фр. Qikiqtaaluk, инуктитут ᕿᑭᖅᑖᓗᒃ) — административный регион в Нунавуте, Канада. Самая большая по площади административно-территориальная единица второго уровня в мире.

## География
Регион Кикиктани включает в себя: острова Баффинова Земля, Элсмир, Девон, Аксель-Хейберг, Батерст, Эллеф-Рингнес, Байлот, Принс-Чарльз, Корнуоллис, Амунд-Рингнес, Мансел, Акимиски, Белчер; полуостров Мелвилл, восточную часть острова Мелвилл и северные части островов Принца Ульского и Сомерсет, а также мелкие островки между ними. Остров Ганса, находящийся там же, разделён между Канадой и Данией.
Административный центр Кикиктани — Икалуит.

### Населённые пункты
В скобках указано население и год переписи. Сортировка — по убыванию количества жителей
| - Икалуит (6699 — 2011) - Иглулик (2000—2013) - Понд-Инлет (1549—2011) - Пангниртунг (1325—2006) - Кейп-Дорсет (1236—2006) - Арктик-Бей (823—2011) - Клайд-Ривер (820—2006) - Саникилуак (744—2006) | - Холл-Бич (736—2011) - Кикиктарджуак (520—2010) - Киммирут (411—2006) - Резольют (229—2006) - Грис-Фьорд (130—2011) - Юрика (8 — 2005) - Алерт (0 — 2011) - Нанисивик (0 — 2016) |

### Достопримечательности
- Национальные парки Ауюиттук, Куасуиттук и Сирмилик.
- Национальный заповедник Полар-Беар-Пасс.

## Демография
В 2006 году население района Кикиктани составила 15 765 человек, что на 9,7 % больше, чем в 2001 году. При площади региона в 1 040 417,9 км², средняя плотность населения составила 0,015 человек на квадратный километр.